# Telefonseelsorge

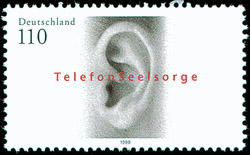
Deutsche Sonderbriefmarke von 1998

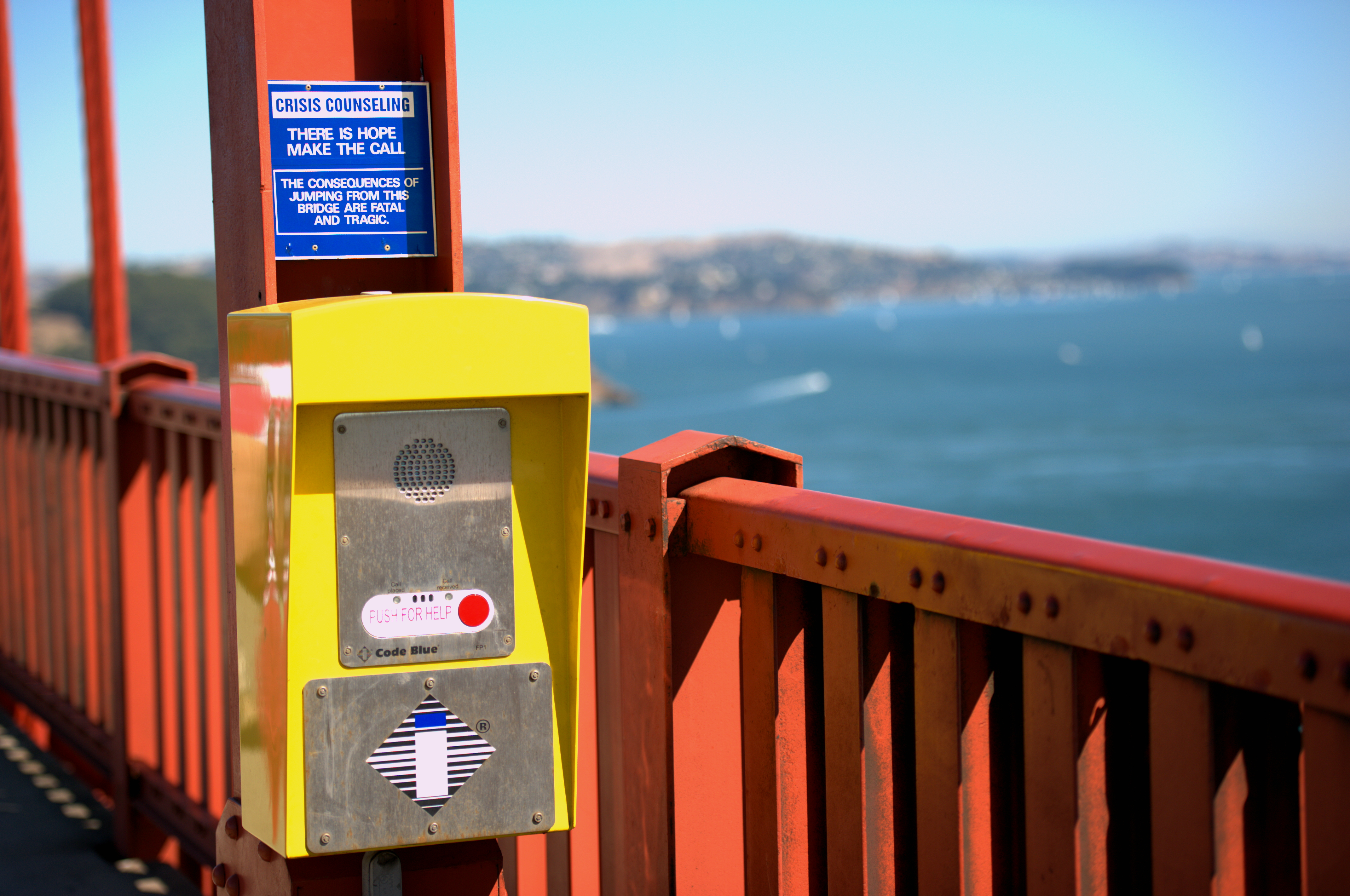
Notfall-Ruf für Suizidgefährdete auf der Golden Gate Bridge

Die Telefonseelsorge (Deutschland und Österreich: „Telefonseelsorge“; England/USA: „telephone emergency services“, „crisis hotline“, „suicide hotline“ oder „Samaritans“; Frankreich: „SOS Amitié“; Schweiz: „Die Dargebotene Hand“; etc.) ist eine vorwiegend ehrenamtlich betriebene Hilfseinrichtung zur telefonischen Beratung von Menschen mit Sorgen, Nöten und Krisen, die in vielen Ländern besteht. Sie dient als Krisendienst unmittelbar der Suizidprävention und ist in den meisten Ländern rund um die Uhr erreichbar. Über das telefonische Angebot hinaus bietet sie in vielen Ländern zusätzlich ein Beratungsangebot per Mail oder Chat an.

## Rufnummern

### Deutschland
- Telefonseelsorge Deutschland: 0800-1110111 (evangelisch) oder 0800-1110222 (katholisch) oder 116123.

### Liechtenstein
- Die Dargebotene Hand in Liechtenstein: 143.
  - Für Kinder und Jugendliche: Sorgentelefon Liechtenstein (147)

### Österreich
- Telefonseelsorge in Österreich (ökumenisch): 142 (ehemals 1717), seit etwa 2016 gibt es auch das Angebot eines Chats.
  - Für Kinder und Jugendliche: 147 – Rat auf Draht (147)

### Schweiz
- Die Dargebotene Hand in der Schweiz: 143.
  - Für Kinder und Jugendliche: Telefonhilfe 147 (147)

### Kanada und USA
- 988 Suicide & Crisis Lifeline: 988[1][2]
  - Für LGBT-Jugend: Trevor Project (1 866 488 7386)[3]

## Geschichte der Telefonseelsorge
Die Idee einer Telefonseelsorge entstand zuerst in protestantischen Pfarrhäusern: 1892 erstmals in New York und dann 1953 in London wurden Pfarrer auf die steigende Zahl von Suizidversuchen und Selbsttötungen in ihren Großstädten aufmerksam. Sie boten ihre Telefonnummern in Zeitungsinseraten an, um diesen Menschen noch ein Gespräch, ein menschliches Ohr, ein Angebot zur Hilfe in ihrer Verzweiflung geben zu können. So gab der anglikanische Pfarrer einer Londoner Innenstadtgemeinde, Chad Varah, am 7. Dezember 1953 im Daily Herald die Anzeige auf: DIAL MANsion 9000 – for a Good Samaritan. Sein Angebot wird im Zeitungstext beschrieben als Hilfe für „those in spiritual trouble“. Sie sollen anrufen können, wenn sie einen Suizid beabsichtigen. In dieser Anzeige wird die Anonymität bereits betont sowie das 24-Stunden-Angebot angedacht.
In manchen Darstellungen wird auch folgende Formulierung verwendet: „Before you commit suicide, ring me up. Telephone Mansion House 9000“ („Bevor Sie Suizid begehen, rufen Sie mich an“).
Aus der Initiative Einzelner wurde in England die Bewegung der Samaritans, die sich auch auf andere Länder ausgeweitet hat. Parallel zu den Samaritans hat sich als weiterer Dachverband IFOTES (International Federation of Telephone Emergency Services) mit Sitz in der Schweiz entwickelt. In den meisten Ländern werden die Stellen von Personenvereinigungen getragen. Die in Deutschland begann am 5. Oktober 1956 mit der Telefonseelsorge Berlin. Träger dieser Stelle war von Anfang an und ist bis heute ein Verein. Als Medium der Telefonseelsorge hat sich von 1984 bis 2016 die Fachzeitschrift Auf Draht etabliert, die 2017 in 24/7 Zeitschrift der TelefonSeelsorge Deutschland umbenannt wurde. Durch die Idee und die anschließende Etablierung der Telefonseelsorge weltweit wurden in der Folge verschiedene andere telefonische Notfallberatungen initiiert: Suchtnotrufe, Kindersorgentelefone, Beratungstelefone für Gewaltopfer und so weiter. In Deutschland und Österreich sind grundsätzlich die großen Volkskirchen Träger der Telefonseelsorge, in Deutschland seit Januar 2022 vereint im Dachverband TelefonSeelsorge® Deutschland e. V.

## Internationale Grundsätze
- Anonymität: Ratsuchende werden nicht nach ihrem Namen gefragt, sondern können anonym bleiben. Auch die Telefonseelsorger bleiben anonym.[6]
- Verschwiegenheit: Alle Mitarbeiter unterliegen der Schweigepflicht.
- Erreichbarkeit: Die Telefonseelsorge-Stellen sind in den meisten Ländern Tag und Nacht erreichbar, an allen Tagen des Jahres.
- Kompetenz: Die Mitarbeiter der Telefonseelsorge werden ausgewählt, ausgebildet, kontinuierlich weitergebildet und durch regelmäßige Supervision von Fachleuten begleitet.
- Offenheit: Die Telefonseelsorge ist offen für alle Problembereiche, für alle Anrufenden in ihrer jeweiligen Situation. Sie ist da für alle Anrufenden – unabhängig von Konfession und Weltanschauung, von Nationalität oder Geschlecht.
- Gebührenfreiheit: Für die Ratsuchenden entstehen keine Kosten außer den Verbindungsentgelten (in Deutschland übernimmt die Telekom als Partner der Telefonseelsorge die Verbindungsentgelte, unabhängig davon ob der Anrufer eine Flatrate hat oder nicht).

## Internationale Vernetzung
Es gibt weltweit zwei Dachverbände für Telefonseelsorge: IFOTES (International Federation of Telephone Emergency Services) und die Samaritans. In der gültigen Fassung der „Ethik Charta“ von IFOTES (verabschiedet in Jerusalem am 14. Juli 1994) sind die internationalen Grundsätze der Telefonseelsorge festgehalten. Die Grundsätze der Samaritans und von IFOTES sind weitgehend identisch. Über die internationalen Normen hinaus gibt es Regelungen der nationalen Verbände sowie Satzungen und Konzeptionen der jeweiligen Stellen vor Ort. Diese dienen dazu, die Idee der Telefonseelsorge entsprechend den nationalen und regionalen Gegebenheiten zeitgemäß zu verwirklichen und konkrete Mindeststandards zu gewährleisten. Tagungen und Kongresse auf nationaler und internationaler Ebene fördern dabei den Austausch und die Verständigung auf fachlicher Ebene aber auch von Menschen unterschiedlicher Herkunft, Kultur und Religion. Der Grundsatz, möglichst unvoreingenommen auf Ratsuchende einzugehen, kann so in der Begegnung mit fremden und unbekannten Menschen aus anderen Telefonseelsorge-Einrichtungen erlebt und eingeübt werden.

## Philatelistisches
Mit dem Erstausgabetag 2. September 2021 gab die Deutsche Post AG anlässlich der Einrichtung der Telefonseelsorge vor 65 Jahren in Deutschland ein Sonderpostwertzeichen zu je 0,80 € im 10er-Bogen heraus, geeignet für die Frankierung von Standardbriefen bis 20 g. Das Motiv für die Gestaltung der Briefmarke sind die Telefonnummer und die Internetadresse der Telefonseelsorge. Der Entwurf stammt von der Grafikerin Elisabeth Hau aus Nürnberg.